# Алея Кортландт
Алея Кортландт (англ. Cortlandt Alley) — алея в Нижньому Мангеттені, Нью-Йорк, яка часто використовується як місце зйомок. Зйомки заборонені в багатьох вулицях Нью-Йорка, тому алея Кортландт з’являється в багатьох фільмах і телевізійних шоу, в тому числі «Крокодил Данді», «9 з половиною тижнів» і «Підпільна імперія». Станом на 2019 рік знімальні групи працювали на алеї три-чотири рази на тиждень.
Алея тягнеться з півночі на південь від Канал-стріт до Франклін-стріт протягом трьох кварталів між Трайбекою та Чайна-тауном. Як і Кортландт-стріт у фінансовому районі Мангеттена та парк Ван Кортландт у Бронксі, алея була названа на честь родини Ван Кортландт. Вперше вона була закладена у 1817 році.
Локаційний розвідник Нік Карр казав: «Ця самовідновлювана вигадана версія Нью-Йорка, стала культовою. Дійшло до того, що ми бачили алею в багатьох фільмах і телешоу, яку жителі Нью-Йорка бачили поруч з нами».

## Історія
План уповноважених 1811 року, який вважається єдиним найважливішим документом у розвитку Нью-Йорка, був серйозною спробою оптимізувати та максимізувати міську нерухомість. План передбачав 155 вулиць і 12 авеню, які перетиналися під прямим кутом, за проектом залишаючи провулки. План надав комісії видатну сферу: повноваження змусити існуючих власників землі продати будь-яку землю, необхідну комісії для будівництва свого проекту.
Приблизно 40 відсотків усіх існуючих будівель було зруйновано, щоб звільнити місце для нової мережі. В обмін на збитки комісія не облаштувала жодної алеї на землі, що залишилася, щоб власники землі могли забезпечувати та заробляти на більшій кількості житлових та комерційних одиниць.